# Metro (Nederland)
Metro is een Nederlandse nieuwswebsite. Voorheen gaven ze ook een gratis krant uit. 
Van 1999 tot 2020 werd de krant op doordeweekse dagen ook uitgebracht op tabloidformaat door Mediahuis Nederland. Metro werd gratis verspreid via onder andere NS-stations, metrostations, in trams en bussen, postkantoren, stadsdeelkantoren, bibliotheken, Q-Park parkeergarages, universiteiten en scholen. Op de top lag de oplage op 510.000 exemplaren. Met een dagelijks gemiddeld bereik van 1.100.000 lezers was dit het tweede grootste landelijke dagblad.
Metro wordt internationaal uitgegeven in 71 edities, 19 landen en 18 talen in Europa, Noord- en Zuid-Amerika en Azië. De Nederlandse editie was sinds 2012 geen eigendom meer van Metro International A.S.
Op 16 april 2020 werd bekendgemaakt dat er geen nieuwe exemplaren als krant zullen verschijnen. Wel blijft de website bestaan.
De enige inkomsten die Metro vergaart zijn advertentie-inkomsten. Om de kosten te drukken werd in het begin veelal gebruikgemaakt van kopij van het ANP en andere persbureaus. De redactie, die in Amsterdam is gevestigd, kon hierdoor in het begin vrij klein blijven, maar werd later mondjesmaat uitgebreid. Dat resulteert erin dat de inhoud van Metro voor zo'n 70 procent uit eigen nieuwsgaring bestond. Elk jaar werd de krant in de zomer vernieuwd met als gevolg dat deze rond augustus vier weken niet werd uitgegeven.

## Geschiedenis

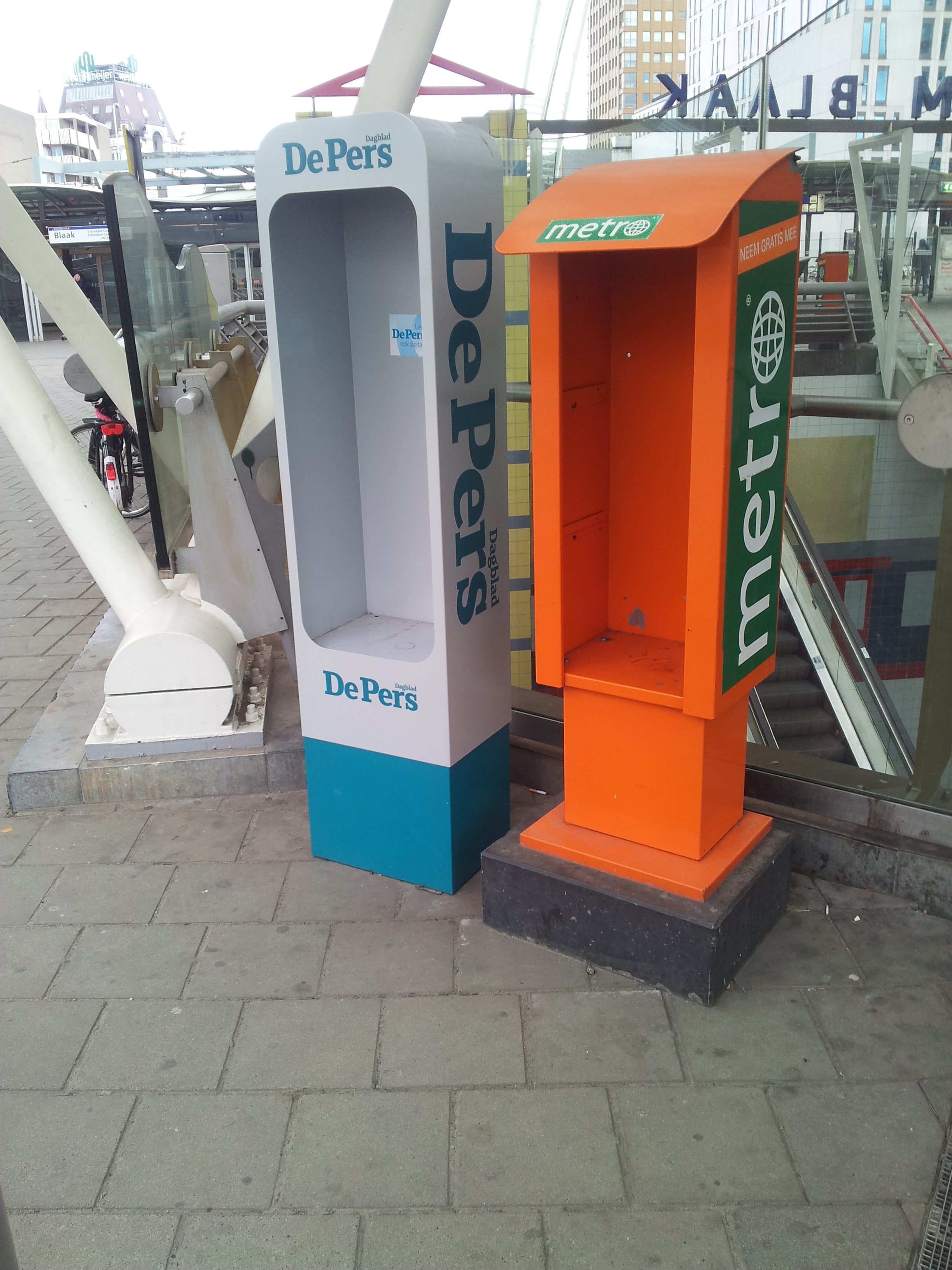
Uitdeelbakken van de Metro en De Pers

De Nederlandse editie ontstond toen de in Nederland wonende Duitse journalist Falk Madeja en de Nederlandse ondernemer Bart Lubbers elkaar ontmoetten. Madeja had in Stockholm de gratis krant van Metro gezien en wilde in Nederland ook zo'n krant. Lubbers haalde de Nederlandse ondernemer Tiago Jurgens erbij. Het drietal maakte een businessplan, met als bijzonderheid dat hun editie niet via metrostations zou worden verspreid, zoals in Stockholm, maar via treinstations van de NS.
Het Zweedse Metro stond juist op het punt hun concept in het buitenland te proberen en wilde wel met Madeja, Lubbers en Jurgens in zee, op voorwaarde dat zij een overeenkomst met de NS zouden weten af te sluiten. Het drietal kreeg een aandeel van 50% in het nieuwe bedrijf. Later werd dit teruggebracht tot 10% per persoon, en in 2005 werden de drie oprichters na een flinke juridische strijd door het moederconcern uitgekocht voor een onbekend gebleven bedrag.
De Nederlandse editie van Metro kwam voor het eerst uit op 21 juni 1999. Diezelfde dag verscheen ook Sp!ts, eveneens een gratis dagblad. Sp!ts werd uitgegeven door Basismedia, een onderdeel van de Telegraaf Media Groep, en was bedoeld als defensieve maatregel tegen Metro dat binnen enkele maanden wel weer verdwenen zou zijn, zo werd bij het Telegraafconcern verondersteld. Geheel tegen de verwachtingen in bleek voor beide kranten een markt te bestaan. De Nederlandse editie van Metro was voor Metro Internationaal een van de best renderende dochterondernemingen.
In september 2003 kwam Metro ook met een zaterdagse editie, met meer achtergrondartikelen dan de doordeweekse editie. In augustus 2005 stopte Metro met de zaterdagse editie, onder andere vanwege de geringe interesse van adverteerders.
Op 4 oktober 2004 kwam voor het eerst een aparte editie voor Rotterdam uit; op 15 april 2005 kreeg ook Amsterdam een eigen editie. Jelle Leenes was de eerste hoofdredacteur en werd in 2002 opgevolgd door Jan Dijkgraaf. Hij werd per 1 april 2006 hoofdredacteur van Managementteam en werd bij Metro opgevolgd door Rutger Huizenga, die vanaf de start van Metro in Nederland bij de krant betrokken was. Na een kort uitstapje bij Nieuwe Revu keerde Huizenga bij Metro terug. In 2008 werd hij vervangen door Robert van Brandwijk, oud adjunct-hoofdredacteur van het Algemeen Dagblad. In 2017 werd Van Brandwijk opgevolgd door Arjan Paans, tot mei 2018.
Op 16 april 2020 werd bekendgemaakt dat de metro zou stoppen als krant en zou verder gaan als onlineplatform. Dit vanwege het sterk afnemende aantal reizigers tijdens de coronacrisis en papierbesparing. De laatste papieren editie kwam uit op 20 maart 2020.

### Column Theo van Gogh
Tot aan zijn dood op 2 november 2004 had Theo van Gogh een wekelijkse column in Metro. Zijn scherpe teksten over de islam riepen controverses op en regelmatig werden Van Gogh en ook de redactie van Metro bedreigd. Hoofdredacteur Dijkgraaf beklaagde zich er later over dat de politie de bedreigingen aan het adres van Metro niet serieus had onderzocht. Uit respect voor Van Gogh werd na zijn gewelddadige dood de ruimte van zijn column een jaar lang leeg gelaten. Hierna nam columniste Ebru Umar de plek over.

### Overname
Per 12 september 2012 is de Nederlandse editie van Metro in handen van de Telegraaf Media Groep. Deze was ook al eigenaar van Sp!ts, waardoor beide gratis kranten in handen waren gekomen van dezelfde eigenaar.

## Oplage
Gemiddeld verspreide oplage van de Metro tussen 2001 en 2017
Cijfers volgens HOI, Instituut voor Media Auditing